# Afrowiórka pręgowana
Afrowiórka pręgowana, wiewiórka ziemna (Euxerus erythropus) – gatunek gryzonia z rodziny wiewiórkowatych.

## Systematyka
W skład gatunku E. erythropus wchodzi sześć podgatunków: 
- E. erythropus erythropus
- E. erythropus chadensis
- E. erythropus lacustris
- E. erythropus leucoumbrinus
- E. erythropus limitaneus
- E. erythropus microdon

## Średnie wymiary
- Długość ciała – 22–30 cm
- Długość ogona – 18–27 cm

## Występowanie
Występuje w lasach, buszu i sawannach Afryki, od Maroka do Kenii.

## Tryb życia
Afrowiórka pręgowana bardzo przypomina ubarwieniem pręgowca amerykańskiego, lecz w przeciwieństwie do niego jej twarda, gładka sierść jest niemal zupełnie pozbawiona włosów wełniastych. Afrowiórka pręgowana żyje w rozległych systemach nor, które kopie silnymi przednimi kończynami. Bez lęku żeruje w ciągu dnia, zjadając nasiona, jagody i młode pędy. Wiewiórki te tworzą grupy, których członkowie pozdrawiają się przelotnym „pocałunkiem” i fantazyjnym uderzeniem ogonem. W niektórych okolicach występowania tej wiewiórki tubylcy wierzą, że jej ukąszenie jest jadowite. W rzeczywistości tak nie jest, jednak w gruczołach ślinowych tego zwierzęcia znajdują się paciorkowce (streptokoki) powodujące sepsę.

## Rozmnażanie
Okres godowy tego gatunku przypada na marzec lub kwiecień. Po ciąży trwającej około 4 tygodni samica rodzi 3 lub 4 młode.